# 야심작
《야심작》은 노라조의 세 번째 디지털 싱글이다. 2009년 12월 1일 발매되었다.

## 특징
타이틀곡인〈형〉은 세상을 먼저 살아본 형이 동생들에게 전하는 희망적이고 교훈적인 메시지를 담은 곡이다.
수록곡〈변비〉는 타이틀곡의 멜로디에 가사만 바꾼 곡으로, 변비에 걸린 사람들의 고통스러운 심리를 이별의 슬픔에 빗댄 곡이다.

## 수록곡
| #  | 제목                  | 작사   | 작곡   | 재생 시간 |
| -- | --------------------- | ------ | ------ | --------- |
| 1. | 〈형 (兄)〉           | 이영준 | 이상준 | 4:12      |
| 2. | 〈변비 Byun Bi 忭悲〉 | d.k    | 이상준 | 4:12      |
| 3. | 〈형 (兄)〉 (Inst.)   |        | 이상준 | 4:12      |